# 老洛伦佐

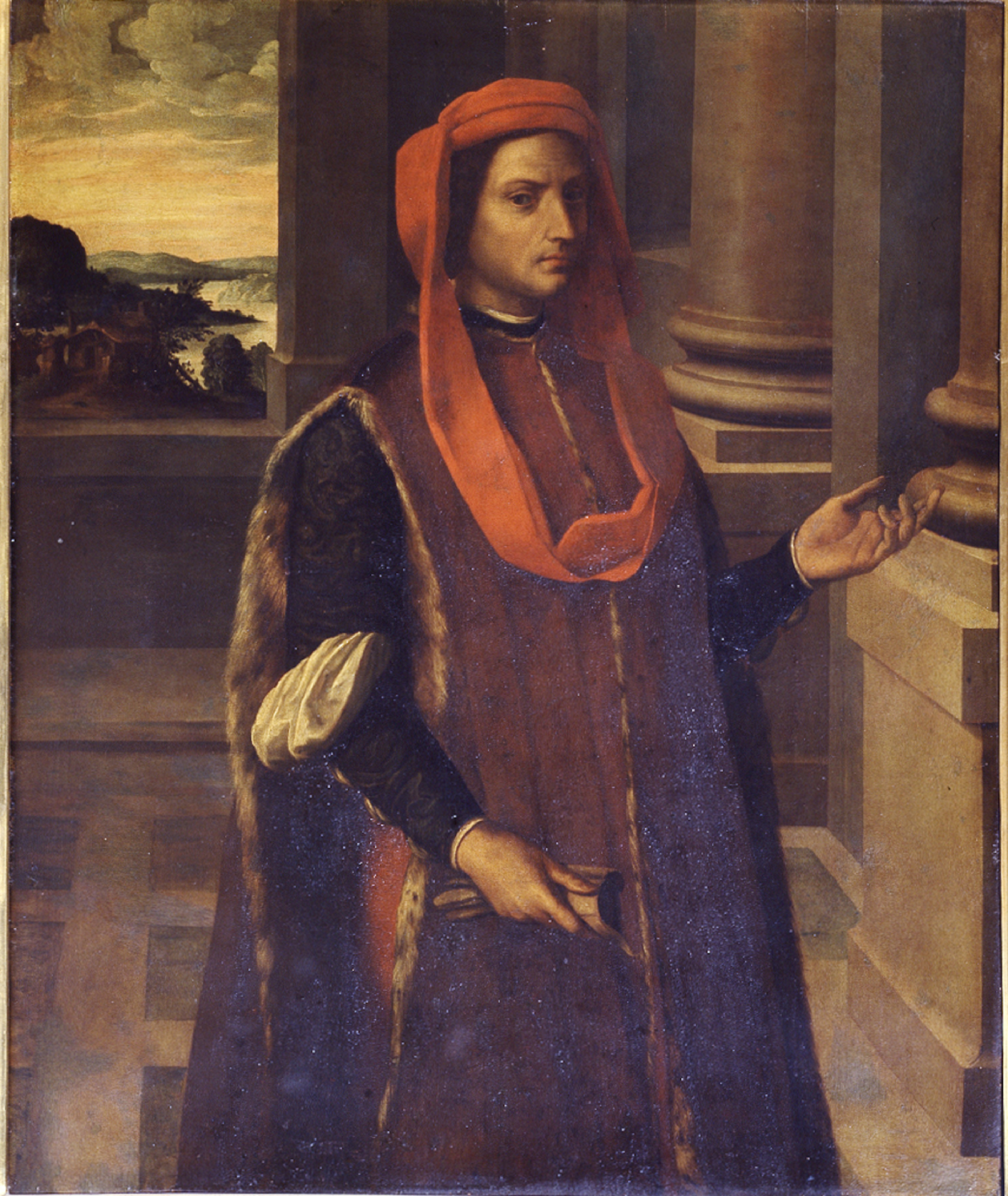
洛伦佐·迪·乔凡尼·德·美第奇的画像

洛伦佐·迪·乔凡尼·德·美第奇（義大利語：Lorenzo di Giovanni de' Medici，1395年—1440年9月23日）为了和“豪华者”洛伦佐·德·美第奇相区别，他被称为“老洛伦佐”。是佛罗伦萨的美第奇家族一员，父亲是美第奇王朝的建立者乔凡尼·德·美第奇，他的哥哥是“国父”科西莫·德·美第奇，他的后代是被称为受欢迎者一支。

1416年，洛伦佐和吉尼芙拉·卡瓦尔坎蒂结婚，婚后有2个儿子：弗朗切斯科（没有子嗣）和皮耶尔弗朗切斯科。
在他的哥哥科西莫被流放期间，洛伦佐跟随他先后去了费拉拉，维罗纳和维琴察。1433年，科西莫被反抗暴政的人抓获，洛伦佐还试图组织军队去营救。之后，他们在威尼斯汇合，在科西莫重掌大权后一起返回佛罗伦萨。

鉴于洛伦佐在银行事务中的积极表现，他被授权负责佛罗伦萨的部分事务，还担任派往教皇尤金四世和威尼斯共和国的大使。1435年，他前往罗马，负责监督美第奇银行在教宗国的业务。
1440年，洛伦佐在卡里奇去世。